# Fotografie potravin

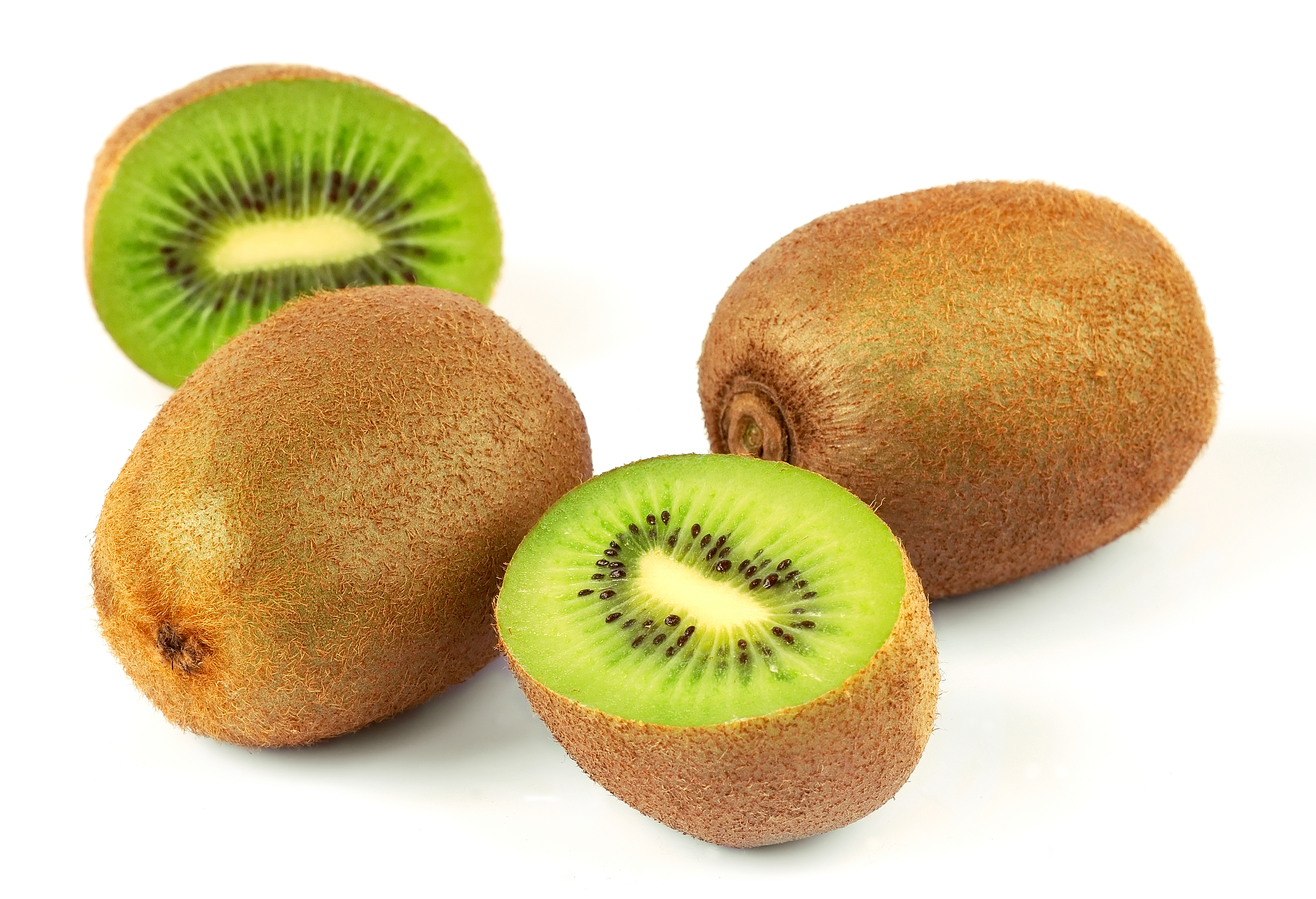
Fotografické zátiší s kiwi.

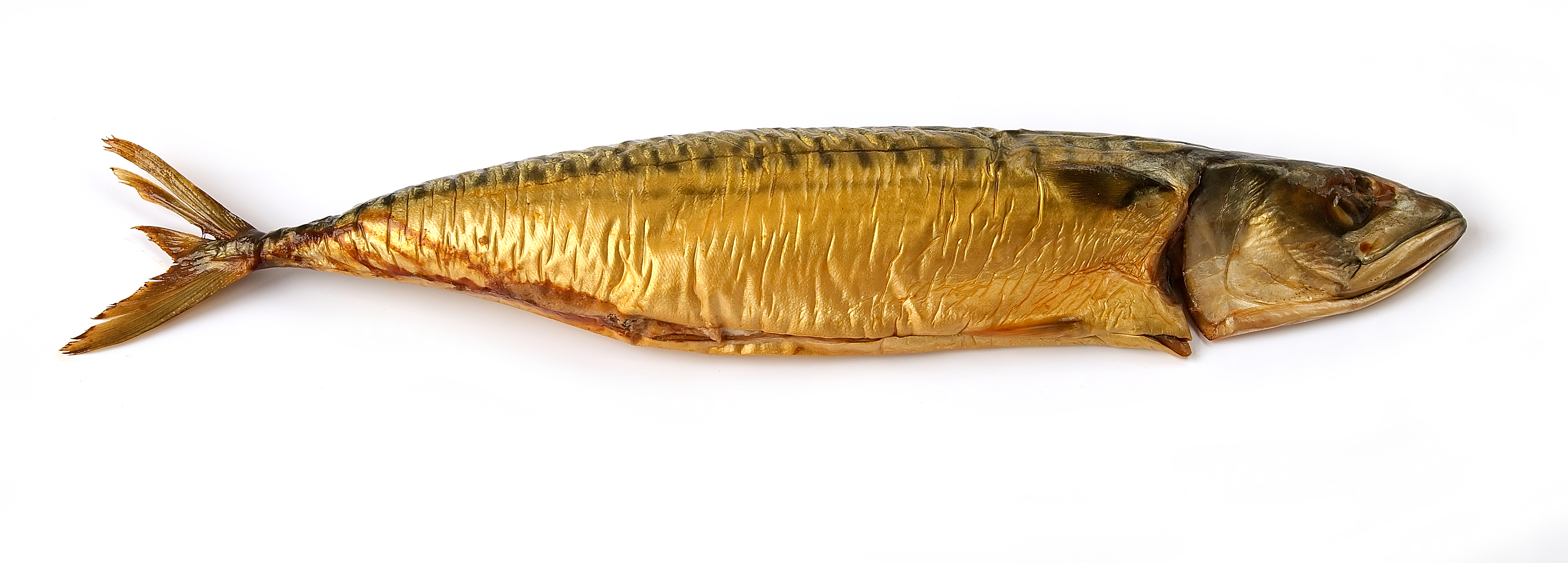
Aranžovaný snímek uzené atlantské makrely na bílém pozadí.

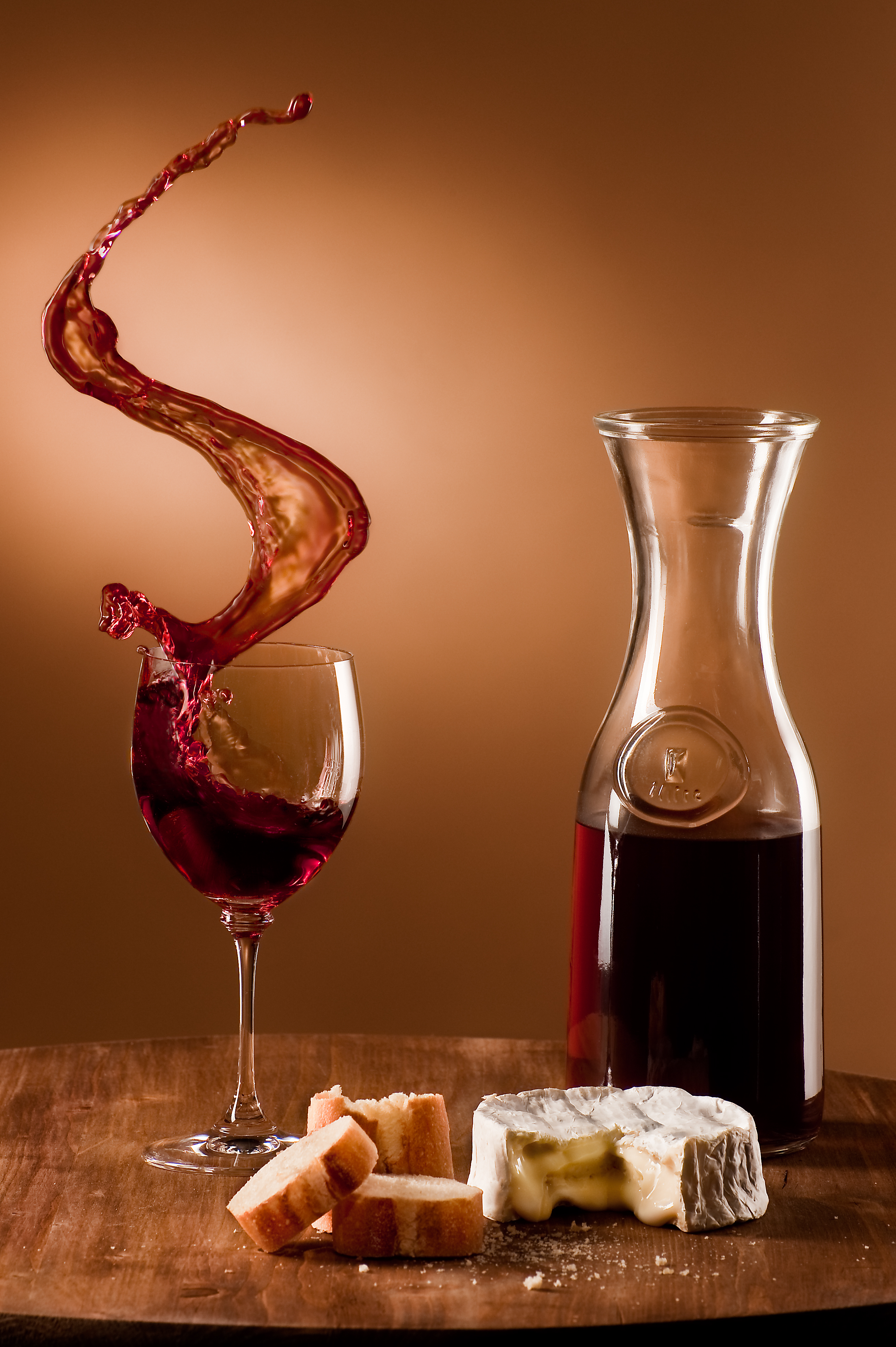
Studiová fotografie z ateliéru společnosti Studiocommunity vytvořená bez použití fotomontáže. Všechny objekty jsou připevněné na desce, do které bylo prudce strčeno do strany, takže se víno vylilo ze sklenice. Karafa vpravo je naplněna želatinou vínové barvy.

Fotografie potravin (fotografie jídla nebo kulinářská fotografie) je specializovaná oblast produktové fotografie. Hlavní využití fotografie jídla je ve specializovaných časopisech, kuchařkách, reklamě a obalech.

## Princip
Nejlepší výsledek špičkové fotografie jídla vznikne spoluprací fotografa, kuchaře, potravinového stylisty (foodstylisty) a osvětlovače. Záleží na technice svícení, kompozičním přístupu a formě stavby obrazu z hlediska hloubky ostrosti i barevného řešení.
Zvláštní oblastí fotografie potravin je takzvaný „foodstyling“. Specialista v tomto oboru se věnuje komerční fotografii jídla v nejpříznivějším osvětlení. Neatraktivní organické potraviny bývají často nahrazovány plastovými nebo voskovými náhražkami. Potraviny jsou ošetřovány speciálními prostředky a laky, které jim přidávají bohatost a lesk, jsou nahrazovány kapalinami podobného vzhledu, aby snímek nejlépe vypovídal o jejich kvalitách.
Tento druh fotografie vyžaduje bohatý sklad rekvizit (talíře, hrnky, mísy, sklenky, doplňky, a podobně). Speciální dekorace může zajistit produkční po dohodě se zákazníkem.

## Galerie

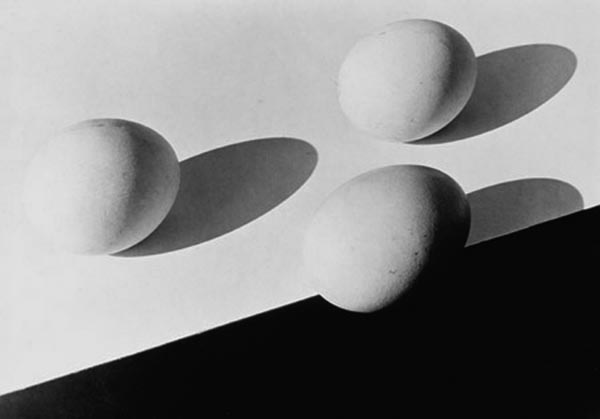
Aenne Biermann: Vajíčka, boční světlo, asi 1930
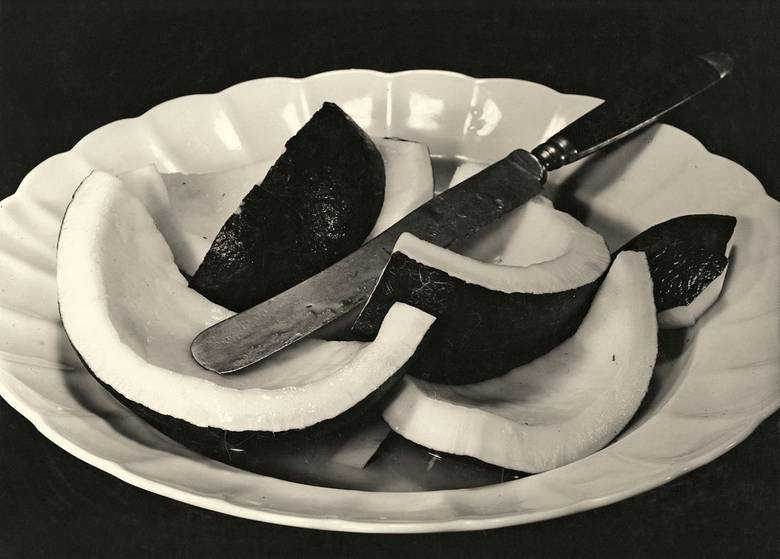
Aenne Biermann: Kokosový ořech, 1929
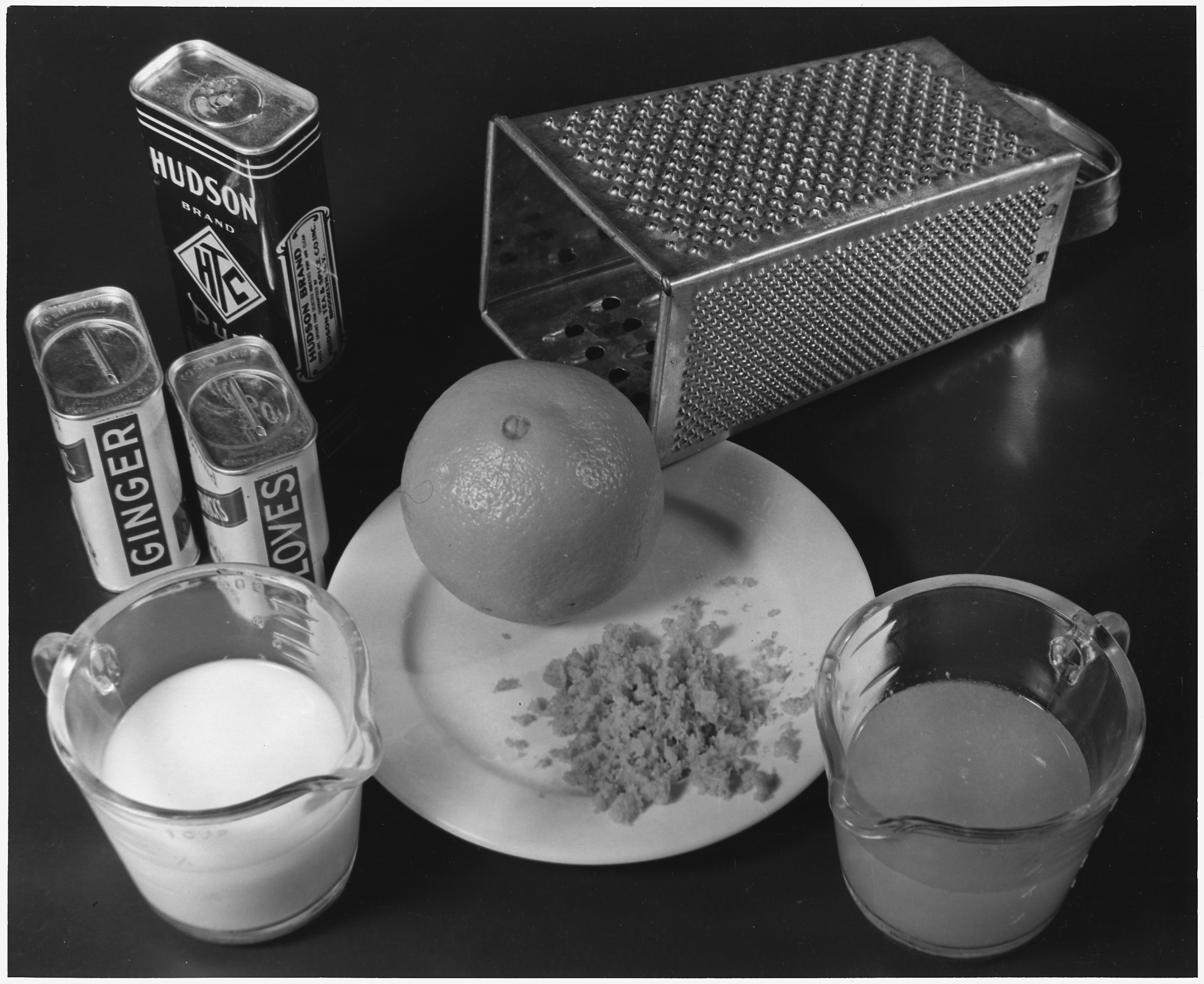
Archiv NARA
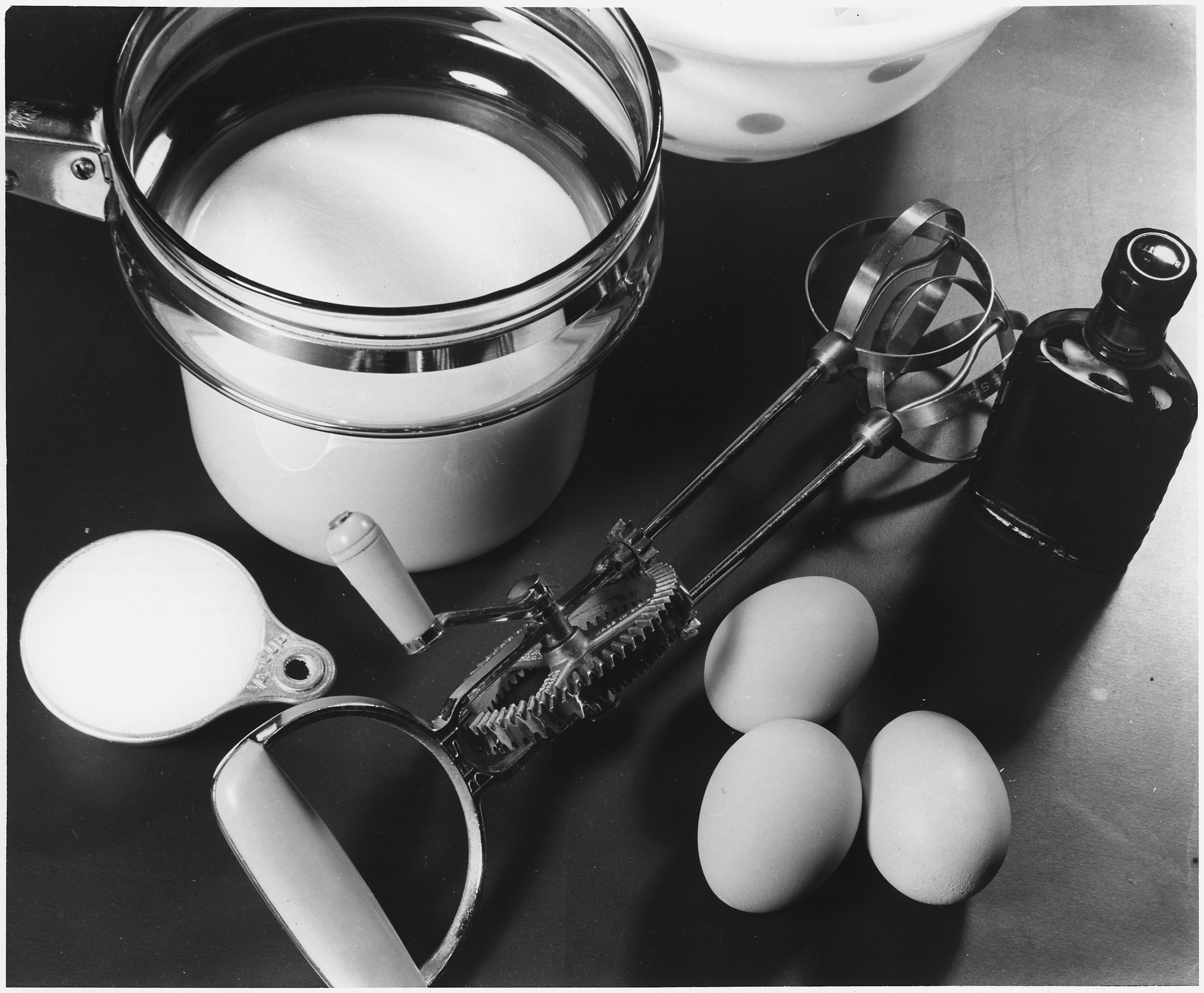
Archiv NARA
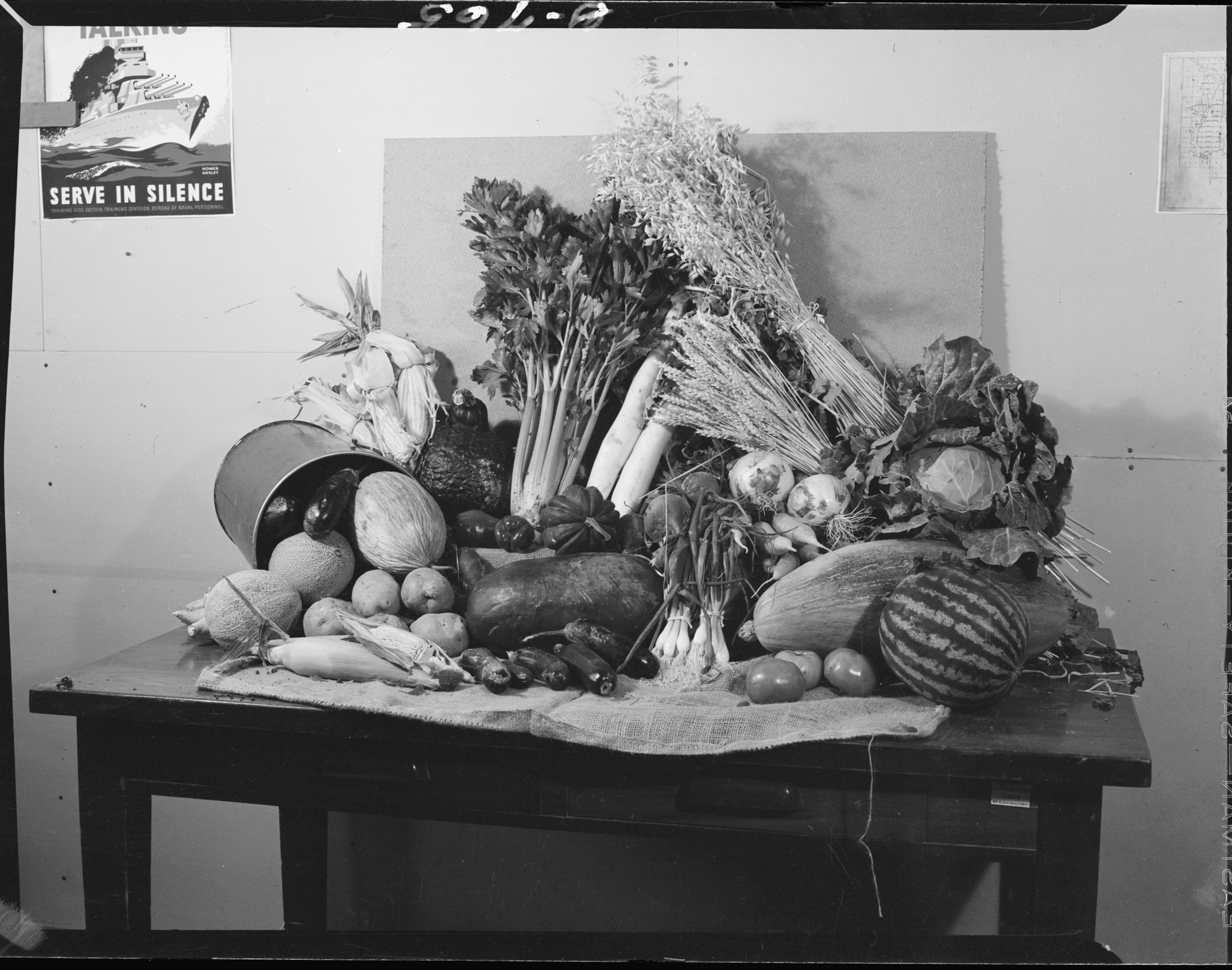
Archiv NARA
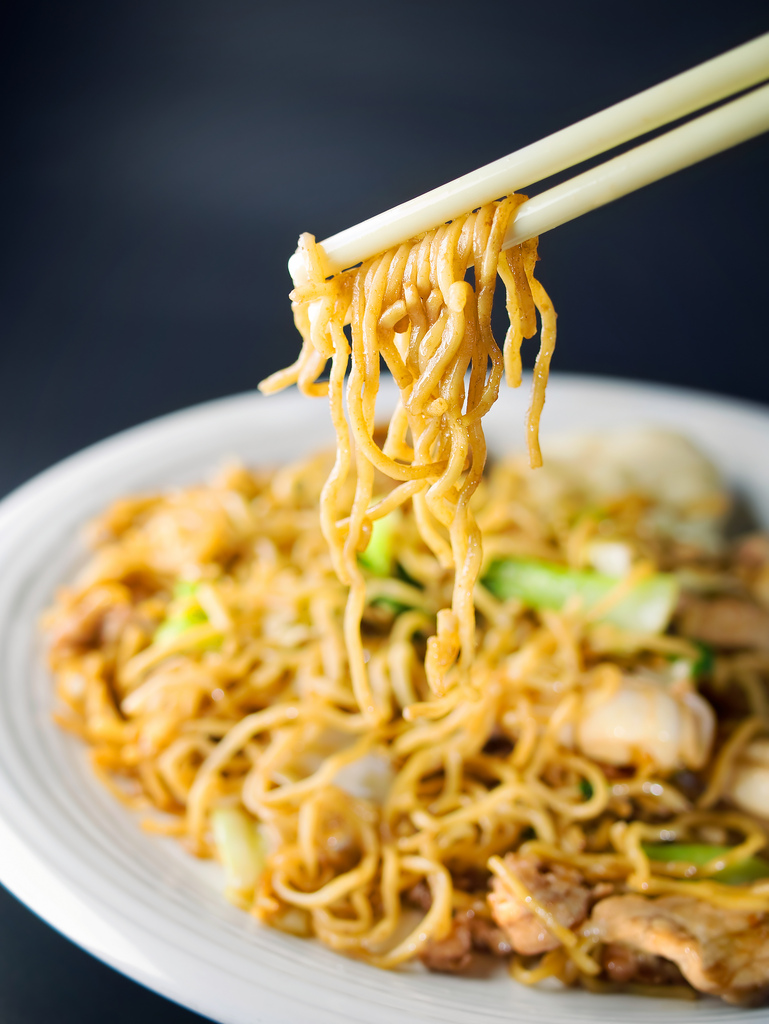
Studiový snímek těstovin na černém pozadí, technika: bezdrátový odpalovač na fotoaparátu spustil studiový blesk beauty dish umístěný vlevo od fotoaparátu a druhý zprava jako doplňkové světlo
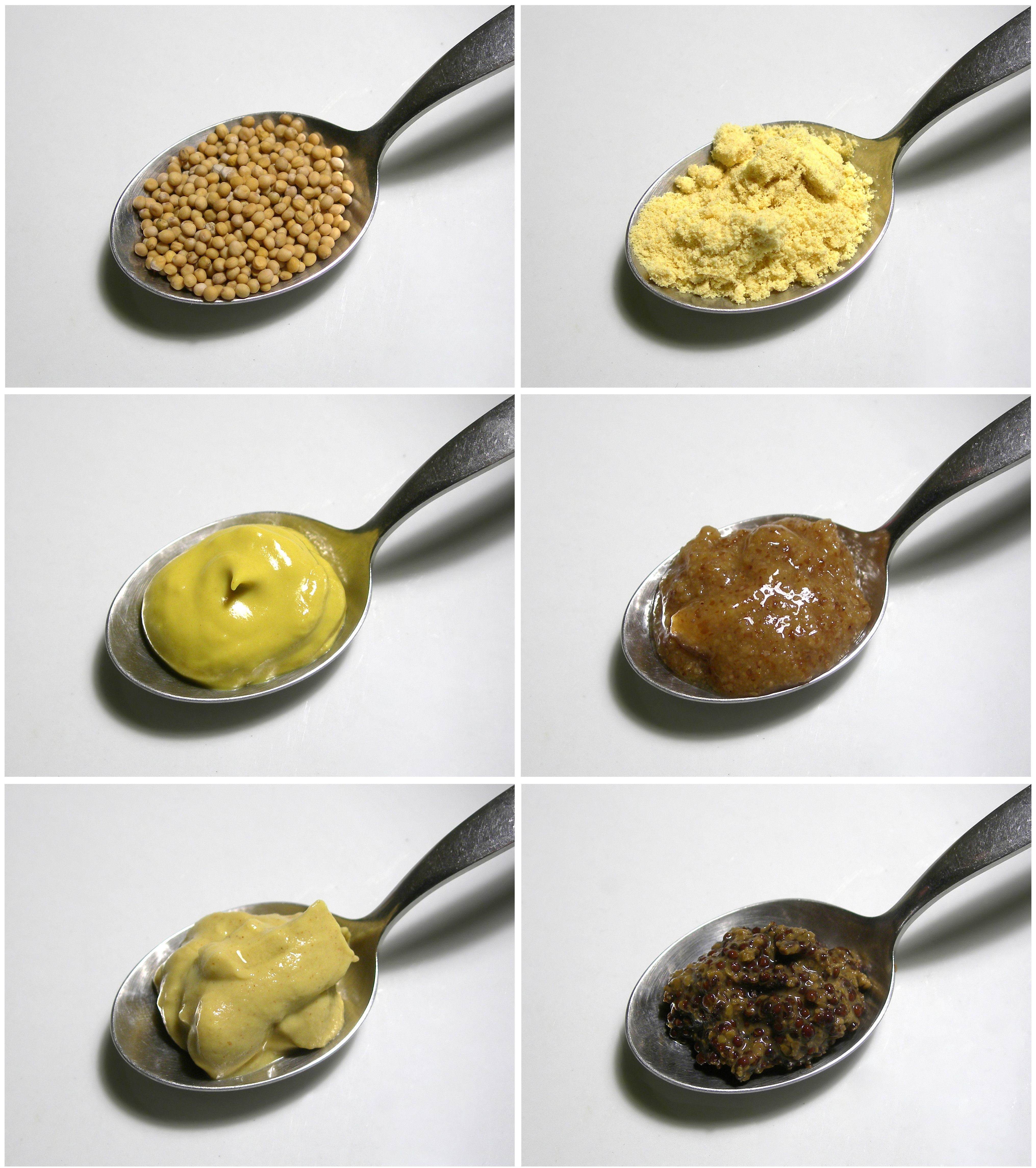
Hořčice, různé druhy
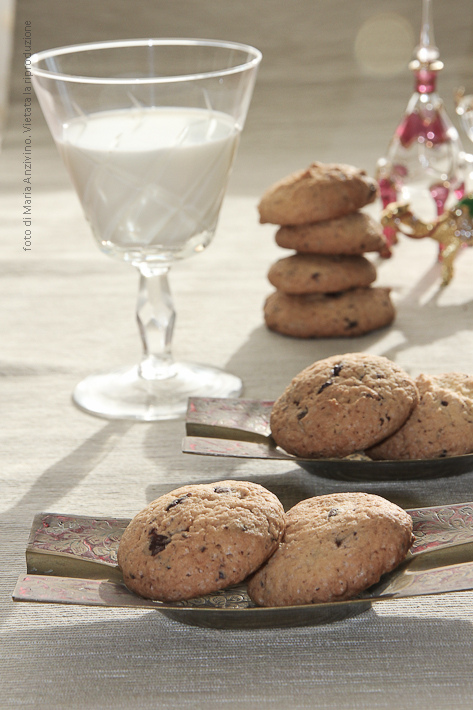
Sušenky
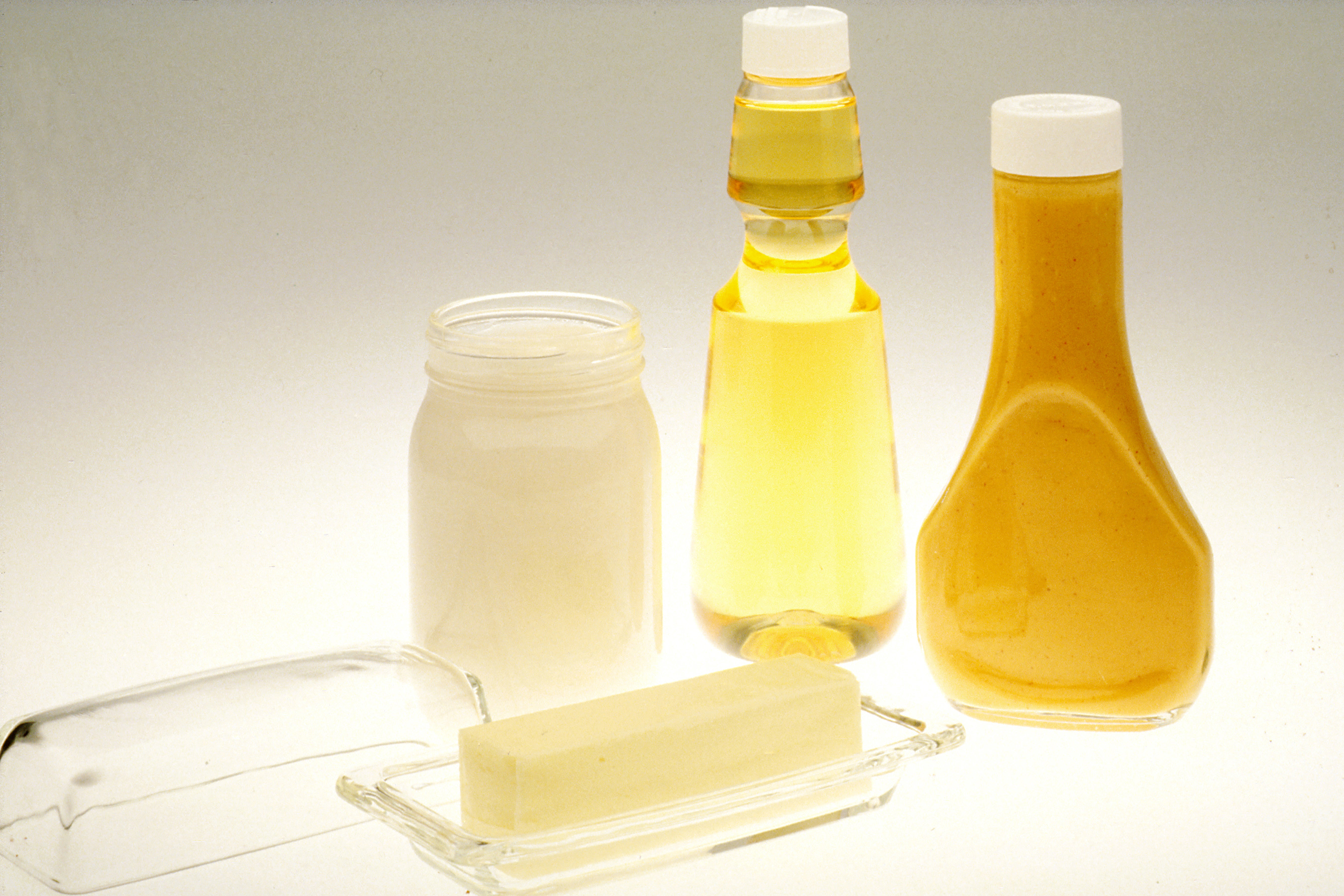
foto: Bill Branson
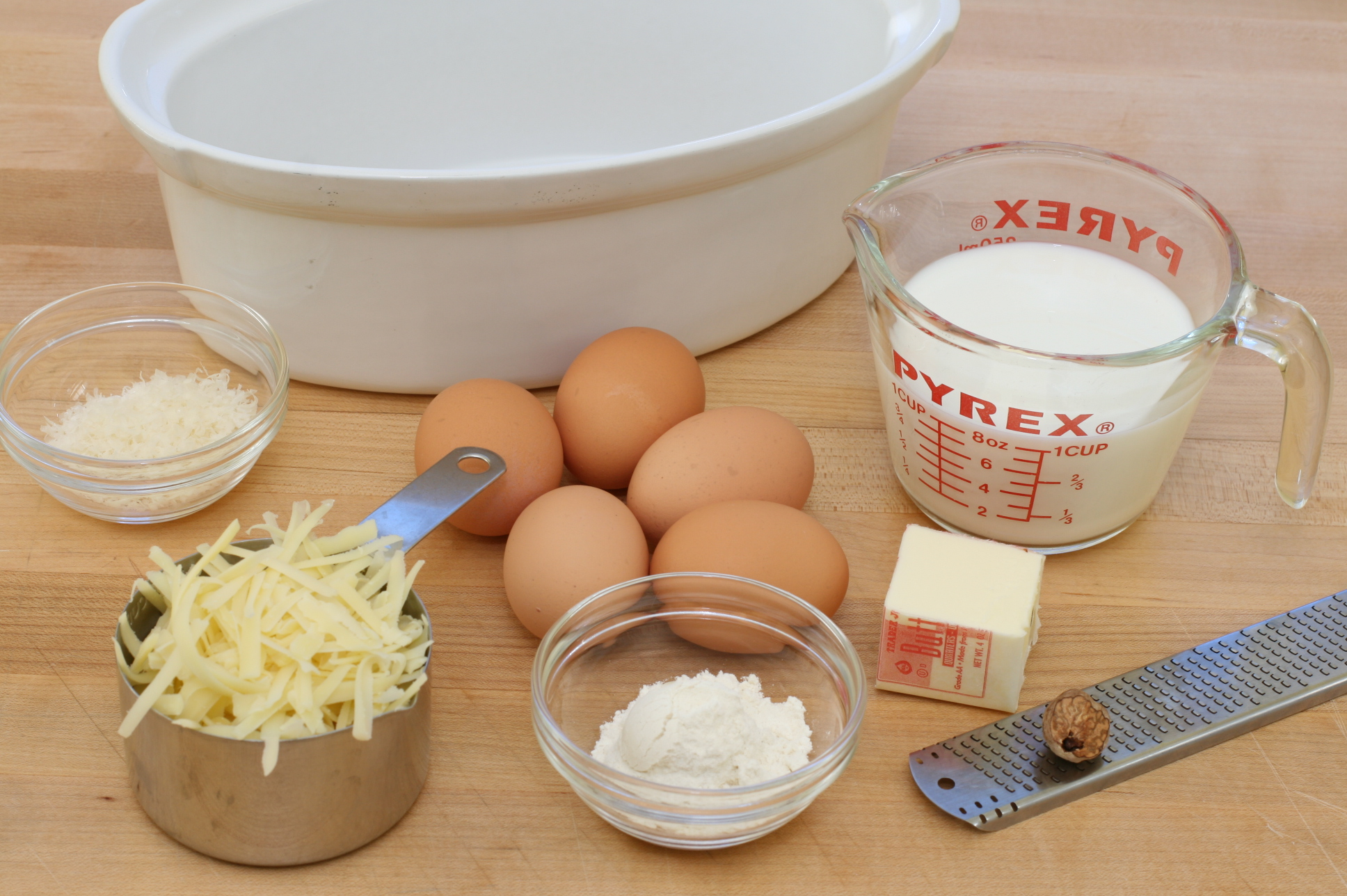
Připraven na pečení
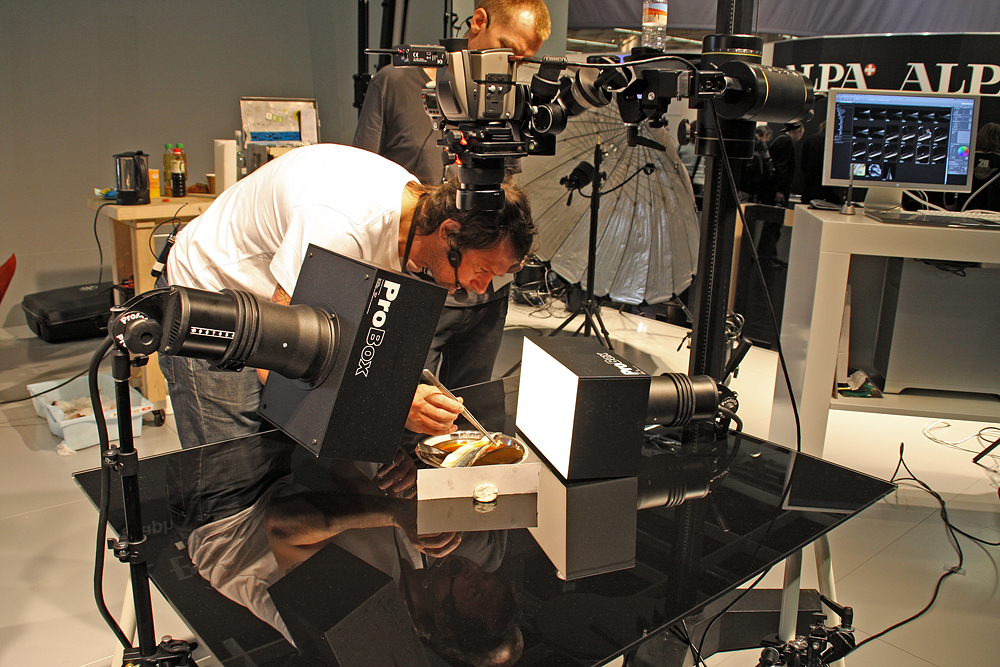
Fotografové pokrmu při práci; fotoaparát je nahoře a míří kolmo dolů, svítí se zleva i zprava, ze dvou stran jsou malé černé odrazné desky, Photokina 2008, Kolín
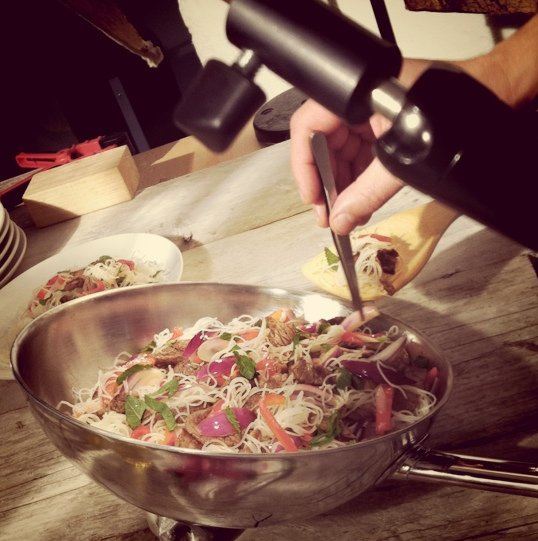
Foodstyling